# Crescent, Oklahoma
Crescent är en ort i Logan County i Oklahoma. Vid 2010 års folkräkning hade Crescent 1 411 invånare.

## Kända personer från Crescent
- Chelsea Manning, visselblåsare